# Estació de Lavern-Subirats
Lavern-Subirats és una estació de ferrocarril propietat d'Adif, tot i que aquesta empresa ha cedit l'edifici de viatgers a l'Ajuntament de Subirats per donar servei d'Oficina de Turisme. Està situada a prop del nucli de població de Lavern del municipi de Subirats, a la comarca de l'Alt Penedès. L'estació es troba a la línia Barcelona-Martorell-Vilafranca-Tarragona, per on circulen trens de la línia R4 de Rodalies de Catalunya operats per Renfe Operadora, servei que uneix el Bages, el Vallès Occidental i Barcelona amb Sant Vicenç de Calders via les comarques del Baix Llobregat, Alt Penedès i Baix Penedès.
Aquesta estació de la línia de Vilafranca va entrar en servei l'any 1958, després de llargues reivindicacions veïnals i una curiosa història, molts anys després que el 1865, quan es va obrir el tram entre Martorell i Tarragona, sis anys més tard que la línia arribés a Martorell.
Des de l'abril de 2016 i fins a principis d'agost de 2017, l'estació s'ha trobat immersa en unes obres de remodelació, que han permès adaptar les instal·lacions a persones amb mobilitat reduïda. Els treballs han suposat la construcció d'un pas inferior amb ascensors a ambdues andanes; el recreixement d'andanes i prolongació fins a 200 metres; la substitució de la il·luminació existent a les andanes; el tancament perimetral de l'estació; i millores a la zona d'aparcament, en la senyalització de places destinades a persones de mobilitat reduïda i instal·lació d'aparcament específic per a bicicletes.
L'any 2016 va registrar l'entrada de 39.000 passatgers.

## Serveis ferroviaris
| Rodalia de Barcelona                          |                      |               |                      |                        |
| Procedència/Destinació                        | <                    | Línia         | >                    | Procedència/Destinació |
| Sant Vicenç de Calders Vilafranca del Penedès | La Granada           |               | Sant Sadurní d'Anoia | Terrassa Manresa       |
| Projectat                                     |                      |               |                      |                        |
| Mataró                                        | Sant Sadurní d'Anoia | Línia Orbital | La Granada           | Vilanova i la Geltrú   |